# Муравьево (Бабушкинский район)
Муравьево — деревня в Бабушкинском районе Вологодской области.
Входит в состав Подболотное сельское поселение, с точки зрения административно-территориального деления — в Подболотный сельсовет.
Расстояние по автодороге до районного центра села имени Бабушкина составляет 110 км, до центра муниципального образования Кокшарки — 12 км. Ближайшие населённые пункты — Пестериха, Подболотье, Белогорье.
Население по данным переписи 2002 года — 15 человек.